# 夜以繼日 (贊恩·馬利克歌曲)
《夜以继日》是由英国唱作歌手泽恩·马利克与澳大利亚唱作歌手希雅共同演唱创作的歌曲，是泽恩即将发行的第二张专辑的首发单曲。歌曲由泽恩·马利克、希雅·福勒、艾利克斯·奥利特、大卫·费伦和格萊格·科爾斯汀创作，科爾斯汀担任制作。歌曲的音乐录影带同日公布，由泽恩和英裔美籍演员杰米玛·科克出演。歌曲也是2017年电影《远山恋人》官方预告片的背景音乐。商业成绩方面，歌曲在英国单曲排行榜位列第五，同时在七个国家问鼎榜单冠军，在20多个国家的最好成绩达到前十，包括澳大利亚、比利时、加拿大、芬兰、法国、德国、爱尔兰、意大利、荷兰、新西兰、挪威、葡萄牙、苏格兰、斯洛文尼亚和瑞典。

## 创作历程
《夜以继日》是一首流行抒情歌曲。《Fact》杂志称歌曲是“体育场民谣”，认为“泽恩似乎很放松，重新拥抱流行乐最初的作品，而没有逃避他的流行乐根源”。谈到歌曲时，泽恩表示“那是我开始的地方，很明显，它还在那。我仍然喜欢流行乐，但我把自己的想法放进歌曲，把它打造成我的专属。”
歌曲采用B小调，速度为每分钟180拍，节拍为普通拍。谐和级数为Bm7–G–D–F♯m7/C♯–Bm7–G–D–A/C♯，人聲音域为D3到D5两个八度。

## 专业评价
的休·麦金太尔（Hugh Mclntyre）表示，这首歌是“可以被认为是强强对垒的史诗作品”，指出歌曲“人声铿锵有力，高音左右对弈，副歌段有点难唱却令人难忘。”麦金太尔预测这会成为格莱美奖最佳流行团体/组合表演。最终，制片人格雷格·克鲁斯汀凭借歌曲及其他作品，赢得2018年格莱美奖非古典乐制作人奖。
《卫报》的迈克尔·克拉格（Michael Cragg）把歌曲选为“一周歌曲”，认为它是“一首高水准的完美流行歌曲”。《滚石》的伊莱亚斯·莱特（Elias Leight）认为歌曲是“令人悸动的民谣”，表示二重唱“倾向于她的（希雅的）标志性风格”，“希雅将她强有力的声音拨回来，更好地和马利克协调；她经常处理低频音，同时他的歌声浮动在假声音域。”音乐电视网认为歌曲是“卓越的电影式二重唱”，认为它“起步于华丽、浪漫的中速。之后逐步建立快节奏的副歌段，立即在声场中回响”。
《Spin》的乔丹·萨金特（Jordan Sargent）表示歌曲是对泽恩上一首单曲《Still Got Time》的“一个大退步”，认为他和希雅的合作“比较能预测到，但大体上提不起兴趣。”

## 商业成绩
据尼尔森音乐统计，截至2017年9月，歌曲在线上共卖出约58000份。歌曲上线首周在英国的下载量为28561次。到2017年10月5日，美国销量约为65000份。在欧洲，歌曲截至2017年10月27日周末在European Border Breakers登顶，并维持榜首位置数月，直到于2018年1月26日周末跌至第二。

## 音乐录影带
歌曲音乐录影带由马克·韦布执导，2017年9月7日在YouTube首播，首日点击量超过977万。这是韦布七年来首部音乐录影带。片中，泽恩从两个不同组织的手上逃走后，和由演员杰米玛·科克扮演的神秘帮凶进行诡异的交接。短暂的对抗过去不久，泽恩逃出法网，在一场激烈的追车大战中，逃脱一对黑帮的追击。最终，他诱惑双方落入陷阱，和科克一同驱车追赶夕阳。
影片灵感源于电影《赌城风云》和《好家伙》。泽恩表示“这绝对是对特定年代音乐录影带的致敬。大约在上世纪90年代初，人们真的很想将录影带打造成史诗般的激烈电影，迈克尔·杰克逊就是很好的例子。我希望回归时，能给我的歌迷带动东西，而不仅仅是一些稀松平常的录影带。”
《滚石》杂志的伊莱亚斯·莱特（Elias Leight）表示，“新片中的杰米玛·科克和泽恩·马利克是现代的邦妮和克莱德”。音乐电视网作者赞扬戏剧性的视觉效果，认为“《夜以继日》和他之前的音乐录影带相比，是一次巨大的进步，我们不禁想直到这会不会仅是故事的第一部分。”《Fact》的阿尔·霍纳（Al Horner）认为视频是“塞满五分钟动作场景的唐人街抢劫迷你电影”。截至2018年9月，视频YouTube播放量超过10亿次。

## 榜单表现
| 榜单（2017-18年）                      | 最高排位 |
| -------------------------------------- | -------- |
| 澳大利亚（澳大利亚唱片业协会單曲榜）   | 6        |
| 奥地利（Ö3四十强单曲榜）               | 1        |
| 比利时佛兰德（Ultratop五十强单曲榜）   | 5        |
| 比利时瓦隆（Ultratop五十强单曲榜）     | 4        |
| 加拿大（Canadian Hot 100）             | 5        |
| 加拿大（《告示牌》Canada CHR）         | 38       |
| 加拿大（《告示牌》Canada Hot AC）      | 38       |
| 克罗地亚（HRT）                        | 1        |
| 捷克（電台百強單曲榜）                 | 3        |
| 捷克（百強數位單曲榜）                 | 1        |
| 丹麥（Hitlisten单曲榜）                | 12       |
| 芬兰（芬蘭官方單曲榜）                 | 4        |
| 法国（法國唱片出版業公會單曲榜）       | 2        |
| 3                                      |          |
| 希腊（《告示牌》数字歌曲榜）           | 1        |
| 匈牙利（四十强电台榜）                 | 10       |
| 匈牙利（四十強單曲榜）                 | 4        |
| 匈牙利（四十強串流榜）                 | 2        |
| 愛爾蘭（愛爾蘭唱片音樂協會单曲榜）     | 4        |
| 意大利（意大利音乐产业联盟单曲榜）     | 6        |
| 拉脱维亚电台（拉脱维亚四十强单曲榜）   | 1        |
| 黎巴嫩（黎巴嫩官方二十强榜）           | 1        |
| 马来西亚（馬來西亞唱片業協會）         | 1        |
| 墨西哥（《告示牌》墨西哥電台榜）       | 40       |
| 荷兰（百强单曲榜）                     | 7        |
| 荷兰（Mega五十强单曲榜）               | 5        |
| 新西兰（新西兰唱片音乐协会单曲榜）     | 8        |
| 挪威（世道單曲榜）                     | 3        |
| 菲律宾（菲律宾百强单曲榜）             | 17       |
| 波蘭（波蘭百大電台榜）                 | 1        |
| 葡萄牙（葡萄牙唱片業協會单曲榜）       | 2        |
| 羅馬尼亞（媒體森林羅馬尼亞國際電台榜） | 1        |
| 俄罗斯（Tophit电台榜）                 | 1        |
| 蘇格蘭（官方榜单公司單曲榜）           | 5        |
| 斯洛伐克（電台百強單曲榜）             | 1        |
| 斯洛伐克（百強數位單曲榜）             | 2        |
| 斯洛文尼亚（斯洛文尼亚五十强单曲榜）   | 3        |
| 西班牙（西班牙音樂製作協會）           | 31       |
| 瑞典（瑞典最熱榜）                     | 2        |
| 瑞士（瑞士热门音乐榜）                 | 1        |
| 英國（官方榜单公司單曲榜）             | 5        |
| 美国（《告示牌》百大單曲榜）           | 44       |
| 美國（《告示牌》Adult Pop Airplay）    | 29       |
| 美國（《告示牌》Pop Airplay）          | 32       |

| 榜单（2017年）                 | 排位 |
| ------------------------------ | ---- |
| 澳大利亚（澳大利亚唱片业协会） | 67   |
| 奥地利（Ö3四十强单曲榜）       | 29   |
| 比利时（Ultratop法兰德斯）     | 72   |
| 比利时（Ultratop瓦隆尼亚）     | 90   |
| 加拿大（加拿大百强单曲榜）     | 94   |
| 德国（官方德国榜单）           | 24   |
| 匈牙利（四十强单曲榜）         | 31   |
| 匈牙利（四十强流媒体榜）       | 23   |
| 爱尔兰（爱尔兰唱片音乐协会）   | 85   |
| 荷兰（百强单曲榜）             | 68   |
| 波兰（波兰唱片业协会）         | 17   |
| 瑞典（瑞典最热榜）             | 33   |
| 瑞士（瑞士热门音乐榜）         | 42   |
| 英国（官方榜单公司单曲榜）     | 78   |

## 销量认证
| 地區                                                       | 认证    | 认证单位/销量 |
| ---------------------------------------------------------- | ------- | ------------- |
| 澳大利亚（澳大利亚唱片业协会）                             | 4× 白金 | 280,000‡      |
| 奥地利（國際唱片業協會奧地利分會）                         | 白金    | 30,000‡       |
| 比利时（比利時唱片音樂協會）                               | 白金    | 30,000‡       |
| 加拿大（加拿大音乐协会）                                   | 2× 白金 | 160,000‡      |
| 丹麦（國際唱片業協會丹麥分會）                             | 金      | 45,000‡       |
| 法国（法國唱片出版業公會）                                 | 钻石    | 250,000‡      |
| 德国（聯邦音樂產業協會）                                   | 白金    | 400,000‡      |
| 意大利（意大利音乐产业联盟）                               | 2× 白金 | 100,000‡      |
| 新西兰（新西兰唱片音乐协会）                               | 白金    | 30,000‡       |
| 波兰（波蘭音像製造商協會）                                 | 3× 白金 | 60,000‡       |
| 葡萄牙（葡萄牙唱片协会）                                   | 白金    | 10,000‡       |
| 西班牙（西班牙音樂製作協會）                               | 白金    | 40,000‡       |
| 瑞典（瑞典唱片業協會）                                     | 5× 白金 | 40,000,000†   |
| 英国（英国唱片业协会）                                     | 白金    | 600,000‡      |
| 美国（美國唱片業協會）                                     | 白金    | 1,000,000‡    |
| *僅含認證的實際銷量 ^僅含認證的出貨量 ‡僅含認證的+實際銷量 |         |               |

## 发行历史
| 地区   | 日期          | 格式         | 厂牌 | 参考    |
| ------ | ------------- | ------------ | ---- | ------- |
| 多国   | 2017年9月7日  | 數位音樂下載 | RCA  | [ 3 ]   |
| 英国   | 2017年9月9日  | 當代流行電台 | RCA  | [ 99 ]  |
| 美国   | 2017年9月9日  | 當代流行電台 | RCA  | [ 100 ] |
| 義大利 | 2017年10月6日 | 當代流行電台 | Sony | [ 101 ] |